# Peishansaurus
Peishansaurus („ještěr od hory Pchej-šan“) byl rod malého ptakopánvého dinosaura z řádu Ornithischia. Žil v období svrchní křídy (geologický věk kampán, asi před 84 až 72 miliony let) na území dnešní čínské provincie Kan-su. Rodové jméno je však poctou hoře Pchej-šan na území Ujgurské autonomní oblasti Sin-ťiang. Druhové philemys znamená doslova „milovník želv“ a naráží na objevy želvích fosilií (konkrétně druhu Peishanemys latipons) na stejné lokalitě v souvrství Minhe. Velikost tohoto dinosaura nelze vzhledem k fragmentární povaze jeho fosilií stanovit.

## Historie
Fosilie dinosaura byly objeveny švédským paleontologem Andersem Birgerem Bohlinem v roce 1930 při jedné ze společných švédsko-čínských expedic vedených Svenem Hedinem. Formálně pak Bohlin dinosaura popsal v roce 1953 na základě objevu fragmentu pravé spodní čelisti o délce zhruba 5 centimetrů. Holotyp je však dnes již ztracen.

## Systematické zařazení
Bohlin zařadil druh P. philemys do čeledi Ankylosauridae, předpokládal přitom, že by se mohlo jednat o mládě. Další možností však bylo zařazení fosilního materiálu do skupiny Pachycephalosauria. V roce 1999 vyslovil paleontolog Kenneth Carpenter domněnku, že by Peishansaurus mohl být blízký příbuzný rodu Protoceratops. Dnes je ovšem tento taxon považován za Ornithischia incertae sedis.